# Przymierze dla Polski (koalicja)
Przymierze dla Polski – koalicja polskich pozaparlamentarnych ugrupowań prawicowych, powołana 9 maja 1994, działająca do 1995.
W jego skład wchodziły:
- Porozumienie Centrum
- Zjednoczenie Chrześcijańsko-Narodowe
- Polskie Stronnictwo Ludowe – Porozumienie Ludowe
- Ruch dla Rzeczypospolitej
- Koalicja Konserwatywna

Porozumienie stanowiło sformalizowaną inicjatywę jednoczenia się licznych istniejących w Polsce w pierwszej połowie lat 90. partii prawicy, które po wyborach parlamentarnych w 1993 znalazły się poza Sejmem. W ramach PdP każde z ugrupowań zachowało swoją odrębność organizacyjną i polityczną. Uczestnicy Porozumienia zamierzali przekształcić je w federacyjny związek działający na zasadzie stowarzyszenia.
Koalicja powołała radę krajową (po czterech reprezentantów każdej partii), na jej czele miał stać przewodniczący, rotacyjnie wymieniany co dwa miesiące. Program polityczny odwoływał się do szeregu nurtów niekomunistycznych (narodowych, niepodległościowych, ludowych, konserwatywnych i chadeckich), tj. do wszystkich idei, jakie deklarowały poszczególne ugrupowania. W kwestiach ekonomicznych PdP deklarowało poparcie systemu gospodarki rynkowej, a także postulowało tzw. powszechne uwłaszczenie. Koalicja przygotowała swój projekt konstytucji, konkurencyjny wobec tzw. projektu obywatelskiego, rekomendowanego przez NSZZ „Solidarność”.
W styczniu 1995 tworzące ją partie uzgodniły wspólną strategię na wybory prezydenckie razem z mniejszymi ugrupowaniami wchodzącymi w skład konkurencyjnego Porozumienia 11 Listopada. Uczestnicy PdP nie byli jednak w stanie wyłonić jednego kandydata, w szczególności PC wykluczało możliwość poparcia Lecha Wałęsy, za którym optowało PSL-PL, część ZChN i odłam RdR Romualda Szeremietiewa. W konsekwencji już wiosną 1995 doszło do zaniku działalności Przymierza.